# Palazzo delle Esposizioni
Il Palazzo delle Esposizioni è un edificio di stile neoclassico, sito in Roma, in via Nazionale. Nato da un progetto di Pio Piacentini del 1877, fu inaugurato il 21 gennaio 1883. L'edificio è di proprietà del comune di Roma, che lo gestisce tramite l'Azienda Speciale Palaexpo. Il palazzo è sede di mostre ed eventi culturali. All’interno si trovano anche una sala cinema da 136 posti, un auditorium di 88 posti e un forum polifunzionale, una caffetteria, un ristorante e una libreria.
Dal 1927 è sede delle mostre della Quadriennale d’Arte. Fino al 2004 il palazzo è stato anche sede degli uffici della Quadriennale di Roma.
Durante l'epoca fascista la sua facciata, in occasione di alcune mostre (Mostra della Rivoluzione Fascista, Mostra Augustea della Romanità), fu temporaneamente modificata per essere adeguata allo stile architettonico dell’epoca. Nel corso del tempo il Palazzo delle Esposizioni è stato più volte restaurato e adeguato funzionalmente nei propri spazi interni. Tra i principali restauri vanno segnalati quelli del 1981-1989 su progetto di Costantino Dardi, e quello del 2003-2007 dello studio ABDR Architetti Associati (Maria Laura Arlotti, Michele Beccu, Paolo Desideri, Filippo Raimondo), in occasione del quale è stato anche ricostruito il volume originario della "serra" vetrata.

## Storia

### Il progetto di Pio Piacentini
Nel 1874 fu terminata la costruzione della nuova stazione ferroviaria (su progetto di Salvatore Bianchi) e quindi si rese urgente un forte segno di raccordo con il centro della città: via Nazionale, con il marcato disegno di piazza Esedra (allora piazza delle Terme), che riprendeva nel progetto di Gaetano Koch, attuato tra il 1886 e il 1890, il tracciato delle terme di Diocleziano, un riferimento all'antico già proposto da Michelangelo con la costruzione di Santa Maria degli Angeli, diventava un asse viario preminente nel nuovo sviluppo della città. Dalla grande piazza, luogo monumentale di accoglienza per chi giungeva dalla stazione, attraverso l'ampia percorrenza di via Nazionale, con l'attuazione del prolungamento fino a piazza Venezia, ci si ricollegava al cuore storico della città.
L'idea di edificare un Palazzo delle Esposizioni Nazionali di Belle Arti nacque con il proposito di dotare la città di Roma delle strutture necessarie alla sua nuova funzione di capitale con un edificio che ne esaltasse la vocazione culturale, il primo in Italia totalmente dedicato alle Belle Arti, in continuità con il passato e in dialogo con i grandi modelli europei contemporanei.
Al primo concorso, bandito nel 1876, non venne stabilita la designazione dell'area né l'entità della cifra che sarebbe stata stanziata. Si legge: "Il fabbricato per l'Esposizione nazionale predetta dovrà occupare, sopra un'area da designarsi, lo spazio di metri quadrati 4.000, avrà due soli piani e sarà possibilmente circondato da giardini". I quaranta progetti presentati furono esposti al Collegio Romano. L'anno seguente venne bandito un secondo concorso con l'indicazione dell'area di via Nazionale, considerata la collocazione più idonea in quanto asse di collegamento tra la nuova stazione ferroviaria di Roma Termini e il cuore storico della città. Furono presentati settantaquattro progetti.
Dopo molte polemiche e non senza indecisioni all'interno della commissione giudicatrice, vincitore risultò il progetto di Pio Piacentini contrassegnato con il motto Sit quod vis simplex et unum. Piacentini era nato a Roma nel 1846 e nella sua formazione di architetto presso l'Accademia di San Luca, di cui fu poi presidente, assorbì quella tendenza purista che aveva dominato la città sotto Pio IX. Nei suoi progetti, come in quelli di molti altri architetti romani a lui contemporanei, eredi di una cultura accademica, vi è una particolare attenzione più per il disegno che per il contesto urbano in cui l'edificio si dovrà collocare. Per quanto riguarda il Palazzo delle Esposizioni, Piacentini era comunque consapevole del contesto problematico (la ristrettezza dello spazio, il limitato margine di accesso sulla strada, il dislivello per l'abbassamento di via Nazionale, accentuato poi con la costruzione del traforo) e, come vedremo, successivamente cercherà delle soluzioni che non verranno realizzate.
L'edificio appare come una massa imponente, caratterizzata dalla profonda apertura ad arco. L'effetto monumentale è concentrato soprattutto nella parte centrale della facciata, mentre l'arretramento del piano superiore e gli spazi interni sembrano derivare da suggestioni puriste. Il problema dello stile era alla base del dibattito architettonico dell'epoca e il concorso per il Palazzo delle Esposizioni fu appunto caratterizzato da un acceso scontro. "Un edificio senza finestre" fu uno dei motivi di più forte polemica, l'influenza francese preferita all'adesione ad uno stile nazionale causò contrasti all'interno della stessa commissione giudicatrice e sollevò una campagna di stampa aspramente dibattuta.
Tuttavia le contestazioni rivolte al progetto non colgono il carattere più significativo dell'intervento. La mancanza di finestre è voluta per creare all'interno superfici continue che assolvano al massimo le esigenze espositive, le trasparenze delle coperture in ferro e vetro permettono la luce naturale dall'alto che si riteneva la più consona alle funzioni dell'edificio. La simmetria dell'impianto, la convergenza di sei ampie sale verso la rotonda centrale, la specularità delle due parti dell'edificio che ne permettono una rilettura continua e una percorrenza sia orizzontale che verticale definiscono uno spazio aperto e convergente verso il centro, dove il carattere aulico è soprattutto negli elementi decorativi: gli stucchi, il cassettonato dei soffitti, la marmoridea che riveste parte del colonnato. Nella parte posteriore l'edificio era coperto da un'ampia volta in ferro e vetro, uno spazio trasparente che, nell'intenzione del progettista, ricollegava l'interno con i giardini all'esterno verso il Quirinale.
Le statue furono collocate alla fine degli anni ottanta dell'Ottocento e rispondono ad una intenzione decorativa voluta dall'architetto. Si tratta di scultori accademici (Cencetti, Biggi, Aureli, Trabacchi, Ferrari, Galletti e altri) e i soggetti sono altrettanto scolastici: in alto l'arte sorretta dalla pace e dallo studio, sui quattro pilastri del portico architettura, scultura, pittura, arte industriale, lungo le balaustre dodici artisti del passato.
I lavori di costruzione furono avviati nel 1880 e completati nel 1882, l’inaugurazione avvenne il 21 gennaio 1883, alla presenza del re, con una grande cerimonia. La mostra inizialmente riservata ai soli artisti italiani, fu poi allargata alla presenza limitata di alcuni artisti stranieri. L'esposizione aveva un evidente significato politico e testimoniava un clima culturale fortemente accademico e passatista. I soggetti delle opere erano tratti per lo più da episodi di storia romana, enfatizzati nel loro significato simbolico, dalle recenti battaglie risorgimentali, o da temi ispirati alle origini del cristianesimo. L'iscrizione commemorativa sul fronte ricorda:

### Le prime Quadriennali

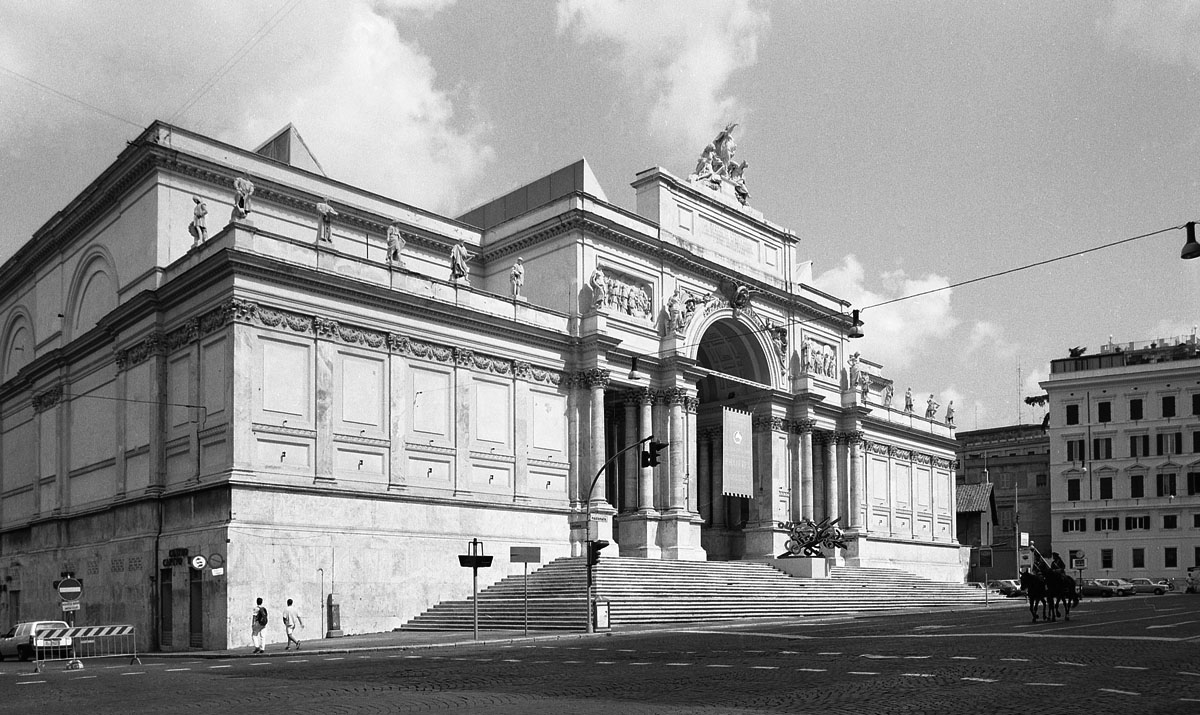
Il palazzo delle Esposizioni

Fin dall'anno successivo all'inaugurazione, il Palazzo delle Esposizioni divenne per oltre tre decenni sede permanente delle mostre della Società degli Amatori e Cultori di Belle Arti, una associazione fondata nel 1829 con l'ambizione di accogliere gli artisti più rappresentativi che operavano a Roma, insieme ad esponenti del potere, nobili, mecenati, intellettuali e accademici. Una società nata nel clima della Roma papale, prevalentemente rivolta all'ambiente artistico romano, anche se sostenuta da personalità come Bertel Thorvaldsen, Horace Vernet, alla cui presidenza onoraria era stato eletto il re Ludwig di Baviera. Le mostre rispecchiavano una visione estremamente conservatrice e quindi mancò quella funzione di vetrina internazionale che di lì a pochi anni assunse invece la Biennale di Venezia.

Un tentativo di aggiornamento fu fatto con le quattro edizioni della Esposizione Internazionale d'Arte della Secessione, che ebbero luogo dal 1913 al 1916, con il proposito di documentare, sia pure con un certo ritardo, quanto avveniva all'estero. A Roma non si era in effetti avvertito quel fenomeno di profondo rinnovamento delle concezioni artistiche e delle forme espressive rappresentato in Francia, in Germania, in Austria e in altri paesi europei.

Cipriano Efisio Oppo alla Quadriennale di Roma esamina alcune opere

Nel 1927 il Governatorato di Roma deliberò l'istituzione delle Esposizioni Quadriennali d’Arte Nazionale, con sede al Palazzo delle Esposizioni. Nella stessa delibera, oltre ad indicare i membri che avrebbero dovuto far parte del comitato organizzativo presieduto dal governatore, rappresentanti dell’Accademia di San Luca, della Società degli Amatori e Cultori di Belle Arti, dell'Associazione artistica internazionale e artisti designati da varie istituzioni, viene anche definito lo stanziamento di bilancio: un milione per ogni edizione della mostra. Si fa inoltre riferimento alla volontà di istituire premi e di destinare una somma significativa agli acquisti di opere per la Galleria Nazionale.
Nel 1930 erano iniziati i lavori di ristrutturazione del Palazzo per adeguare gli spazi alle esigenze della mostra. Come si legge nelle cronache dell'epoca e nelle varie sedute della commissione, si rendeva necessario aumentare le sale espositive, realizzare ascensori, modificare i lucernari, provvedere ad un impianto che regolasse il clima interno, perciò si decise di abbattere la serra "brutta e costosa tettoia da stazione ferroviaria". Furono incaricati dei lavori gli architetti Enrico Del Debbio e Pietro Aschieri: al primo si deve la demolizione della serra e la costruzione di un solaio, così da ricavare altre sei sale espositive attorno ad un ambiente centrale. In questo modo l'architetto riprendeva, sia pure in termini più contenuti, l'impianto stesso realizzato da Piacentini per la parte principale dell'edificio, riproponendo al tempo stesso quella specularità che caratterizzava l'intero progetto. L'allestimento di Aschieri, che allestirà anche la seconda edizione della Quadriennale, annullava l'effetto monumentale dell'edificio ricercando un equilibrio razionale, in cui le opere avevano una precisa visibilità e cornice.
La prima Quadriennale, sotto la direzione di Cipriano Efisio Oppo, si inaugurò il 3 gennaio 1931. Le opere vennero selezionate da due giurie composte da artisti, una nominata dal comitato organizzatore e l'altra da rappresentanti degli stessi artisti espositori. I primi premi furono dati ad Arturo Tosi e ad Arturo Martini, importanti retrospettive furono dedicate a Medardo Rosso, ad Armando Spadini e ad Antonio Mancini da poco deceduto. La mostra, che Mussolini definì "storica", ebbe un notevole successo di critica e di pubblico, con oltre 200.000 visitatori, confermando così la definitiva destinazione del palazzo a sede delle Quadriennali.

L'allestimento della Mostra della Rivoluzione fascista 1932

Episodio particolarmente significativo dell'attività espositiva di quegli anni fu la Mostra della rivoluzione fascista, promossa dal Partito Nazionale Fascista nell'anniversario del primo decennale della marcia su Roma. La mostra fu inaugurata il 28 ottobre del 1932 e i lavori furono regolarmente sottoposti all'approvazione del duce, che la definiva come la "documentazione sacra, suggestiva e solenne" della genesi, degli sviluppi e delle mete raggiunte dal fascismo. La mostra aveva un esclusivo scopo propagandistico e celebrativo, ma rappresentò anche uno straordinario evento di ideazione espositiva. Si legge nel catalogo: "Al carattere monumentale della mostra non poteva non convenire una maniera architettonica, diciamo così, scenografica, atta a suscitare l'atmosfera dei tempi, tutta fuoco e febbre, tumultuosa, lirica, splendente". Traspare in queste parole ancora un clima futurista, che si rifletteva nell'allestimento della mostra stessa, dovuto alla collaborazione tra artisti (Nizzoli, Funi, Maccari, ma soprattutto Sironi) e architetti (Terragni, Libera, Valente). La facciata esterna, progettata da Mattia De Renzi e Adalberto Libera, testimoniava, sia pure nel carattere esplicitamente ideologico dell'intervento, con fasci in metallo alti 25 metri, una cultura architettonica di ambito europeo.
La seconda edizione della Quadriennale fu inaugurata il 5 febbraio 1935. L'intervento allestitivo fu affidato agli architetti Pietro Aschieri e Eugenio Montuori; venne riportata alla luce la facciata di Piacentini e ci si limitò, nell'atrio a colonne, ad un sobrio portale di accesso. Nell'interno, il rivestimento della rotonda centrale, i velari delle coperture, le tre gradazioni di grigi delle pareti espositive, creavano un'atmosfera quasi metafisica di grande suggestione, dove furono collocate 1800 opere. Molte le personali, tra cui quella dedicata a Scipione, morto due anni prima. Una particolare attenzione fu data ai giovani artisti e alle nascenti tendenze, da quella tardo futurista, a quella degli astrattisti, che avevano il proprio epicentro a Milano alla Galleria del Milione. Importante anche la presenza degli artisti della Scuola romana, soprattutto di Mario Mafai che ebbe una sala con 29 opere e fu premiato per il dipinto Lezione di piano.
Nel 1937, con regio decreto, l'Esposizione Nazionale Quadriennale d'Arte di Roma fu trasformata in ente autonomo con un proprio statuto sottoscritto dal Ministro per l'educazione nazionale Giuseppe Bottai.
La terza edizione della mostra, inaugurata il 5 febbraio 1939, fu direttamente gestita dall'Ente, posto sotto la tutela del Ministero dell'educazione nazionale e del Ministero delle corporazioni, che, ottemperando alle leggi razziali emesse l'anno precedente, richiesero una strettissima vigilanza e documentazione sulle origini di ogni artista con la compilazione di schede personali. Fu una mostra compromessa da una pesantissima intromissione politica, che rispecchiava una situazione di crisi in campo artistico. L'allestimento fu realizzato dagli architetti Mario Paniconi e Giulio Pediconi, che aumentarono il numero delle sale ponendo attenzione ad una chiara visibilità delle opere, alla misura e al decoro generale degli ambienti. Importante la presenza di Giorgio Morandi e la sezione della mostra dedicata alla aeropittura e aeroscultura futuriste.
La quarta edizione della Quadriennale si aprì a maggio del 1943, in piena guerra, e fu l'ultima sotto la direzione di Cipriano Efisio Oppo. Un'edizione molto ridotta, allestita dall'architetto Ernesto Puppo e dall'ingegnere Alessandro Mangioni. Rilevante la presenza delle opere di Enrico Prampolini e dei pittori futuristi. I premi maggiori furono assegnati a Gianni Vagnetti e a Giacomo Manzù.
Alla fine della guerra il Palazzo delle Esposizioni fu occupato dagli uffici annonari e l'Ente Autonomo Quadriennale fu commissariato.

### Il dopoguerra e le mostre degli anni cinquanta e sessanta
Gli anni del dopoguerra sono stati contrassegnati da una intensa ripresa delle attività culturali a Roma. Le mostre promosse dalla Galleria Nazionale d’Arte Moderna, le tante iniziative delle gallerie private, la formazione di gruppi di tendenza, gli scontri tra astratti e figurativi, sono tutti elementi che contribuirono a creare quel clima di fervore e di attivismo che rese Roma, negli anni cinquanta, una città internazionale, meta di artisti stranieri.
La prima Quadriennale del dopoguerra fu organizzata alla Galleria Nazionale d’Arte Moderna, sotto la direzione del commissario, lo scultore Francesco Coccia, in quanto il Palazzo delle Esposizioni era stato reso praticamente inagibile dalle più disparate occupazioni.
Dopo la Mostra della Ricostruzione, promossa dal Ministero dei Lavori Pubblici nel 1950, e la ricomposizione dell'Ente Quadriennale con la nomina di Fortunato Bellonzi a segretario generale, si provvide al restauro dell'edificio. I lavori di ripristino delle sale e di allestimento della mostra furono affidati all'ingegnere Giacomo Maccagno, dipendente del Comune di Roma, e all'architetto Adolfo Bobbio, mentre Mario Bellina curò la sistemazione del bar e delle sale di accoglienza. Furono ripresi gli stucchi e gli intonaci, ripristinati i pavimenti, liberata la rotonda centrale, revisionati gli impianti, oscurati con velari i lucernari, aumentate le superfici espositive con molte tramezzature mobili.
La VI edizione della Quadriennale fu inaugurata il 18 dicembre del 1951, molte le retrospettive tra cui quella di Amedeo Clemente Modigliani curata da Jean Cassou.
Negli Anni Cinquanta sono da ricordare due mostre molto importanti che ebbero sede nel Palazzo delle Esposizioni: quella del Seicento Europeo promossa dal Consiglio d'Europa (novembre 1956 – febbraio 1957), una mostra irripetibile per dimensione e importanza dei prestiti, provenienti da musei di tutto il mondo, e nel 1959 quella del Settecento a Roma, che raccoglieva 2.600 opere, tra cui 600 dipinti, oltre a sculture, oggetti di oreficeria, arredi e le più varie testimonianze della vita culturale dell'epoca.
Tra gli anni cinquanta e gli anni sessanta si svolsero la VII, la VIII e la IX Quadriennale (1955, 1959, 1965). La polemica tra astrattisti e realisti fu alla base della VII Quadriennale, con posizioni critiche fortemente contrastanti. Al centro dell'esposizione un nucleo importante di dipinti e sculture ricostruiva il panorama dell'arte italiana dal 1910 al 1930. Numerose le retrospettive, tra cui quella di Alberto Savinio curata da Giorgio de Chirico e quella dedicata ad Atanasio Soldati curata da Nello Ponente. Fu un'esposizione che raccoglieva circa 3000 opere, a detta di molti, la migliore tra quelle degli anni del dopoguerra.
La VIII Quadriennale ebbe luogo da dicembre 1959 ad aprile 1960 e fu allestita dagli architetti Melis e Clerici. Al centro una importante mostra dedicata alla giovane pittura romana dal 1930 al 1945, curata da Giorgio Castelfranco ed Emilio Lavagnino, mentre la commissione per gli inviti fu fortemente contestata da un folto gruppo di artisti legati principalmente alle ricerche astratte e informali (tra cui Vedova, Turcato, Leoncillo, Burri, Dorazio, Afro, Mastroianni). Le retrospettive dedicate a Giacomo Balla, a cura di Enzo Francia, a Osvaldo Licini, a cura di Giuseppe Marchiori, a Enrico Prampolini, a cura di Vittorio Orazi, a Luigi Spazzapan, a cura di Fortunato Bellonzi e Renzo Romero, contribuirono a riequilibrare un clima rovente.
La mostra "Arte messicana dall'antichità ai nostri giorni" (ottobre 1962 – gennaio 1963) fu un altro evento espositivo eccezionale: una documentazione vastissima delle culture precolombiane, del barocco latino-americano, fino alle opere, nel piano superiore del palazzo, degli artisti contemporanei, da Diego Rivera a David Alvaro Siqueiros a José Clemente Orozco a Rufino Tamayo a Frida Kahlo, alla produzione artigianale.
Questa eccellenza sul piano espositivo non avrà seguito negli Anni Sessanta, quando le attività nel Palazzo delle Esposizioni, eccetto che per le mostre della Quadriennale, si ridussero essenzialmente ad un coacervo di modeste iniziative.
La IX Quadriennale fu inaugurata nel mese di ottobre del 1965 e allestita da Mario Melis. Molte le mostre retrospettive, tra cui quelle di Morandi, di Mafai, di Sironi, di Casorati, di Donghi, di Fortunato Depero, di Romagnoni e di Tancredi. Presenti nella mostra le ultime tendenze della ricerca artistica, dalla nuova situazione romana, rappresentata da Franco Angeli, Tano Festa, Mario Ceroli, all'arte cinetica. Premiati tra gli altri furono Mirko Basaldella, Alberto Viani, Giulio Turcato e Achille Perilli.

### Dalle mostre degli anni settanta all'intervento di restauro
Dagli Anni Settanta per oltre un decennio il Palazzo delle Esposizioni divenne sede di alcune delle mostre più importanti in Italia, mettendo in pratica un progetto espositivo che tendeva ad una continuità di utilizzazione degli spazi e ad una programmazione dovuta prevalentemente al Comune di Roma, oltre alla cinque sezioni della X Quadriennale che si distribuirono tra dicembre 1972 e luglio 1977.
Prima importantissima iniziativa fu "Vitalità del negativo nell'arte italiana 1960/70", a cura di Achille Bonito Oliva e degli Incontri Internazionali d'Arte. Una mostra che non intendeva ricostruire asetticamente gli eventi, ma a partire dalla crisi dei linguaggi e dalla varietà dei procedimenti, non più tesi a valori assoluti, presentava poetiche nuove basate sulla vitalità dell'atto creativo: "L'arte smette di essere la zona dove si tesaurizzano le forme e l'esemplarità dell'esperienza artistica, per diventare invece una zona oscura senza alcuna certezza" (Achille Bonito Oliva). Una mostra straordinaria, in cui confluivano le ricerche pop degli artisti romani, l'arte concettuale, gli happening e la body art, i materiali dei minimalisti, l'arte cinetica e le recenti esperienze dell'Arte povera.
La X Quadriennale iniziò a novembre del 1972 e si sviluppò in cinque sezioni che intendevano documentare i diversi aspetti della ricerca artistica in Italia: Aspetti dell'arte figurativa contemporanea – Nuove ricerche d'immagine; Situazione dell'Arte non figurativa; La ricerca estetica dal 1960 al 1970; La nuova generazione; Artisti stranieri operanti in Italia. Accanto agli artisti invitati in ciascuna sezione, venivano ricostruite, per le prime due mostre, anche le vicende storiche da cui avevano preso le mosse: "La linea della ricerca figurativa in Italia dal verismo dell'ultimo ottocento al 1935" nell'ambito della sezione sull'arte figurativa, e "Linee della ricerca non figurativa in Italia dal 1930 al 1965", coordinata da Nello Ponente, come ricostruzione dell'astrattismo in Italia.
Accanto alle mostre d'arte antica, da ricordare in particolare "Civiltà del Lazio primitivo" del 1976, il progetto delineato dal Comune di Roma in quegli anni era di dedicare particolare attenzione agli aspetti più interessanti della cultura del Novecento, sia attraverso grandi retrospettive (quella dedicata a Turcato, 1974, a Man Ray, 1975, a Savinio, 1978), sia attraverso l'indagine all'interno delle avanguardie europee, con la mostra "Majakovskij Mejerch'old Stanislavskij", 1975, allestita da Maurizio Di Puolo secondo una rilettura di moduli costruttivisti che si proiettavano verso l'esterno del palazzo, e con la mostra sul teatro della Repubblica di Weimar nel 1978. Queste mostre, a carattere interdisciplinare, permettevano poi di utilizzare tutte le potenzialità degli spazi, con spettacoli, convegni, esecuzioni musicali, proiezioni, come nel caso della mostra sull'Avanguardia polacca nel corso della quale Tadeusz Kantor anticipò il suo spettacolo Où sont les neiges d'antan?.
Così descriveva Nicolini, allora assessore alla cultura, i contenuti delle linee espositive di quegli anni: "Al centro dei programmi allora realizzati dovevano esserci due grandi questioni: le sorti dell'avanguardia e la funzione intellettuale, nel XX secolo. Naturalmente non si trattava di aggiungere ideologia ed interpretazioni a quelle che già esistevano, ma di documentare quanto era conosciuto in maniera parziale".
Con gli stessi propositi era stata realizzata la mostra "Linee della ricerca artistica in Italia 1960-1980", curata da Nello Ponente, titolare della cattedra di arte contemporanea all'Università di Roma, scomparso durante la preparazione della mostra. In questo caso si trattava di una documentazione molto ampia di quello che era accaduto in Italia nei diversi settori della produzione artistica: dalle arti visive, alla fotografia, alla scrittura musicale, alla poesia visiva, al cinema d'artista.
Mostre di architettura rispecchiavano la volontà di approfondire l'analisi sulla formazione della città contemporanea: "Funzione e senso. Architettura-Casa-Città, Olanda 1870-1940", nel 1979; "Vienna Rossa. La politica residenziale nella Vienna socialista 1919-1933", realizzata nel 1880 e curata da Manfredo Tafuri; "Architettura nel Paese dei Soviet", 1982.
Con la caduta di frammenti degli stucchi in occasione della mostra "Cinque miliardi di anni. Ipotesi per un Museo della Scienza", organizzata con l'Università di Roma e allestita da Maurizio Sacripanti, e successivi danni, si comprese che non si poteva procrastinare più a lungo un sostanziale intervento di ristrutturazione dell'intero edificio, di cui fu incaricato l'architetto Costantino Dardi.
Elementi chiave di questo progetto erano: recuperare le qualità originarie del palazzo, liberando gli spazi di tutte quelle aggiunte accumulatesi negli anni, restituire il rapporto con la luce naturale dall'alto, riproporre la visione verticale attraverso la ricongiunzione dei tre livelli dell'edificio e quella degli spazi in quota, la riapertura delle due scale interne di accesso dal livello di via Milano al piano monumentale, delle balconate interne che permettono la percezione degli spazi dall'alto, e la ricomposizione di quella direzionalità ininterrotta di collegamento interno dall'accesso da via Nazionale all'affaccio su via Piacenza. Un restauro critico che doveva trasformare un edificio costruito secondo i canoni ottocenteschi in una struttura capace di rispondere alle più moderne esigenze. I lavori, si protrassero per anni a causa di difficoltà burocratiche e finanziarie e non portarono a termine quanto l'architetto aveva ideato. Tra questi il sistema di copertura trasparente che prevedeva anche un teatro all'aperto, così come le strutture collocate in sostituzione dei lucernari, grandi "macchine di luce" che dovevano graduare la luminosità naturale con quella artificiale attraverso un sistema di telai automatizzati. Molti altri furono gli aspetti caratterizzanti di questo intervento come il disegno geometrico dei pavimenti in travertino e peperino, il recupero della marmoridea di rivestimento e delle parti decorative originarie, ma soprattutto la realizzazione di una sala multimediale e di un piccolo, ben attrezzato spazio teatrale nella linea di un'attività multidisciplinare che era all'origine del progetto: una Kunsthalle per Roma, aperta alle più avanzate esigenze della cultura contemporanea.

### L'attività degli anni novanta
Il Palazzo delle Esposizioni fu riaperto nel 1990 con al piano monumentale "La grande Roma dei Tarquini", curata dalla Soprintendenza comunale, al piano superiore "Peter Paul Rubens" e al piano inferiore una mostra dedicata a Mario Schifano, evidenziando così la molteplicità degli eventi espositivi che simultaneamente potevano aver luogo nel palazzo ed anche la tendenza ad affrontare al tempo stesso temi di arte antica e contemporanea. Nel 1990 iniziò anche un ciclo di mostre su giovani artisti, che durò fino alla quinta edizione.
Con la XII Quadriennale riprese, nel 1992, l'attività dell'Ente all'interno del Palazzo delle Esposizioni la precedente edizione, avvenuta durante i restauri, era stata allestita al Palazzo dei Congressi all'EUR. Questa edizione, intitolata "Profili", doveva svolgersi in varie sezioni: la prima, dedicata a soli 33 artisti di varie tendenze, la seconda, inaugurata nel settembre 1996 in due sedi (Palazzo delle Esposizioni e Ala Mazzoniana alla Stazione Termini), allestite da Massimiliano Fuksas, presentava le ultime generazioni e rifletteva negli inviti le diverse scelte critiche.
Dagli anni Novanta il tema della cultura e della storia della città di Roma, è stato tra i filoni più continuativi: nelle arti visive, con la mostra "Roma anni '60: al di là della pittura", e con quella dal titolo "Tutte le strade portano a Roma", una sorta di omaggio alla città nel campo dell'arte; nella ricostruzione di momenti storici particolarmente significativi con la mostra "Roma sotto le stelle del '44, storia cronaca e cultura dalla guerra alla liberazione" e con la mostra "Roma 1948-1959. Arte, cronaca e cultura dal Neorealismo alla Dolce Vita", realizzata nel 2002, che attraverso una grande quantità di opere, di oggetti di arte applicata, di documenti, di fotografie e di filmati, ne ricostruiva uno dei periodi più fervidi. Per quanto riguarda l'archeologia, la mostra "Aurea Roma" documentava l'età tardo antica dalla Roma imperiale fino all'avvento del cristianesimo con oltre 400 reperti ed opere di straordinaria bellezza.
Parallelamente sono state realizzate importanti retrospettive dedicate a grandi artisti italiani del novecento tra cui "Giorgio de Chirico pictor optimus" nel 1992; "Alberto Burri: opere dal 1944 al 1955" nel 1996; "Enrico Prampolini: dal futurismo all'informale" nel 1992; "Fortunato Depero: dal futurismo alla casa d'arte" nel 1994. Queste ultime due hanno anticipato la grande mostra "Futurismo 1909-1944" realizzata al Palazzo delle Esposizioni nel 2001 in collaborazione con il Museo Sprengel di Hannover. Un importante evento fu la mostra di Richard Long nel 1994: otto installazioni appositamente realizzate dall'artista per gli spazi del Palazzo delle Esposizioni.
Tra le mostre fatte in questi anni si ricordano: quella di Studio Azzurro nel 1999, che invase le sei sale principali del palazzo con installazioni multimediali interattive, e "Le Temps", una mostra ideata dal Centre Pompidou di Parigi, anche in questo caso realizzata con interventi multimediali accanto ad opere di artisti contemporanei.
Nel 1998 con la costituzione dell'Azienda Speciale Palaexpo, la prima azienda dedicata esclusivamente alla cultura in Italia, il Palazzo delle Esposizioni ha assunto un ruolo di primo piano nell'ambito delle attività promosse dal Comune di Roma. La scelta è stata determinata dalla necessità di potenziare uno spazio unico nel contesto cittadino, come dimensioni e come molteplicità di funzioni, attraverso una gestione autonoma che garantisse l'elaborazione e l'attuazione di programmi culturali.
Nel giugno 1999 la XIII edizione della Quadriennale, "Proiezioni 2000. Lo spazio delle arti visive nella civiltà multimediale", allestita da Enzo Serrani, tentava di registrare tutte le tendenze in atto, in una mostra tipo Salon, come dichiarato da Lorenza Trucchi allora Presidente dell'Ente Quadriennale.

### Gli anni duemila, la gestione Palaexpo e i lavori di restauro[3]
L'attività svolta dall'Azienda Speciale Palaexpo, ha tenuto conto delle caratteristiche dei diversi spazi e delle percorrenze. Non avendo un luogo di accoglienza per il pubblico, è stato reso accessibile l'attraversamento dell'asse centrale, dall'entrata fino all'ala posteriore, dove si svolgevano i servizi, riproponendo quel collegamento in orizzontale, voluto da Piacentini “dalla strada verso l'interno e dall'interno verso la strada”, nel tentativo di favorire un'osmosi tra spazi interni e spazi esterni. Nel piano monumentale sono state allestite le grandi mostre di arte antica, moderna e contemporanea. Il piano superiore è stato idealmente diviso in due zone: nelle sale più grandi sono state esposte principalmente mostre monografiche o dedicate ad un preciso nucleo tematico come "Il volto di Cristo" organizzata in occasione del Giubileo del 2000. Nelle sale più piccole, spesso estendendosi anche allo spazio anulare di collegamento tra le due parti dell'edificio, sono state realizzate mostre di fotografia con una continuità eccezionale: un aspetto certamente innovativo nelle attività dell'Azienda Speciale Palaexpo che ha costituito un caso esemplare per Roma, nel momento in cui la fotografia ha riacquisito un ruolo di primo piano a livello internazionale, nel panorama delle iniziative culturali e nell'interesse del pubblico. Mostre molto varie, dalle personali, la prima grande antologica di Mario Giacomelli, poco prima della scomparsa del grande fotografo; "Parigi+Klein"; "Francesca Woodman. Providence, Roma, New York"; "Gianni Berengo Gardin. Copyright"; "Herb Ritts", alle mostre sull'avanguardia e la sperimentazione nel campo della fotografia e nei rapporti con il mondo dell'arte come quella dedicata ad Alfred Stieglitz e i fotografi di Camera Work; ai grandi fotografi dell'Agenzia Magnum e ai reportage sugli eventi decisivi della società contemporanea: "Magnum, testimoni e visionari. 1989-1999 il mondo in dieci anni di fotografia".

Altro aspetto nelle attività dell'Azienda Speciale Palaexpo è stato quello di affiancare spesso alle mostre altre iniziative, dagli spettacoli teatrali alla danza, a rassegne musicali, a performance, per creare un dialogo costante tra i differenti linguaggi creativi. Questa attività si è svolta negli spazi sottostanti del Palazzo delle Esposizioni, secondo due linee progettuali: la prima, denominata "Project Rooms", destinata ad ospitare mostre concepite attorno a progetti specifici appositamente creati per quello spazio. Inaugurata con un importante lavoro dell'americano Sol LeWitt, che ha rivestito con grandi superfici di colore due sale, questa attività si è svolta con una serie di installazioni di artisti già affermati o emergenti, tra cui va ricordato il lavoro di Luca Vitone dedicato alla città di Genova, quello di Botto e Bruno consistente in una grande installazione fotografica, quello di Ugo Rondinone che aveva ricoperto di frammenti di specchi la fontana centrale e una parete. Sul tema della tecnologia e dei consumi diffusi, "Play - Il mondo dei videogiochi", ricostruiva l'evoluzione di questa tecnica. Con questa mostra si è chiusa l'attività del Palazzo delle Esposizioni per iniziare nuovi lavori di restauro.

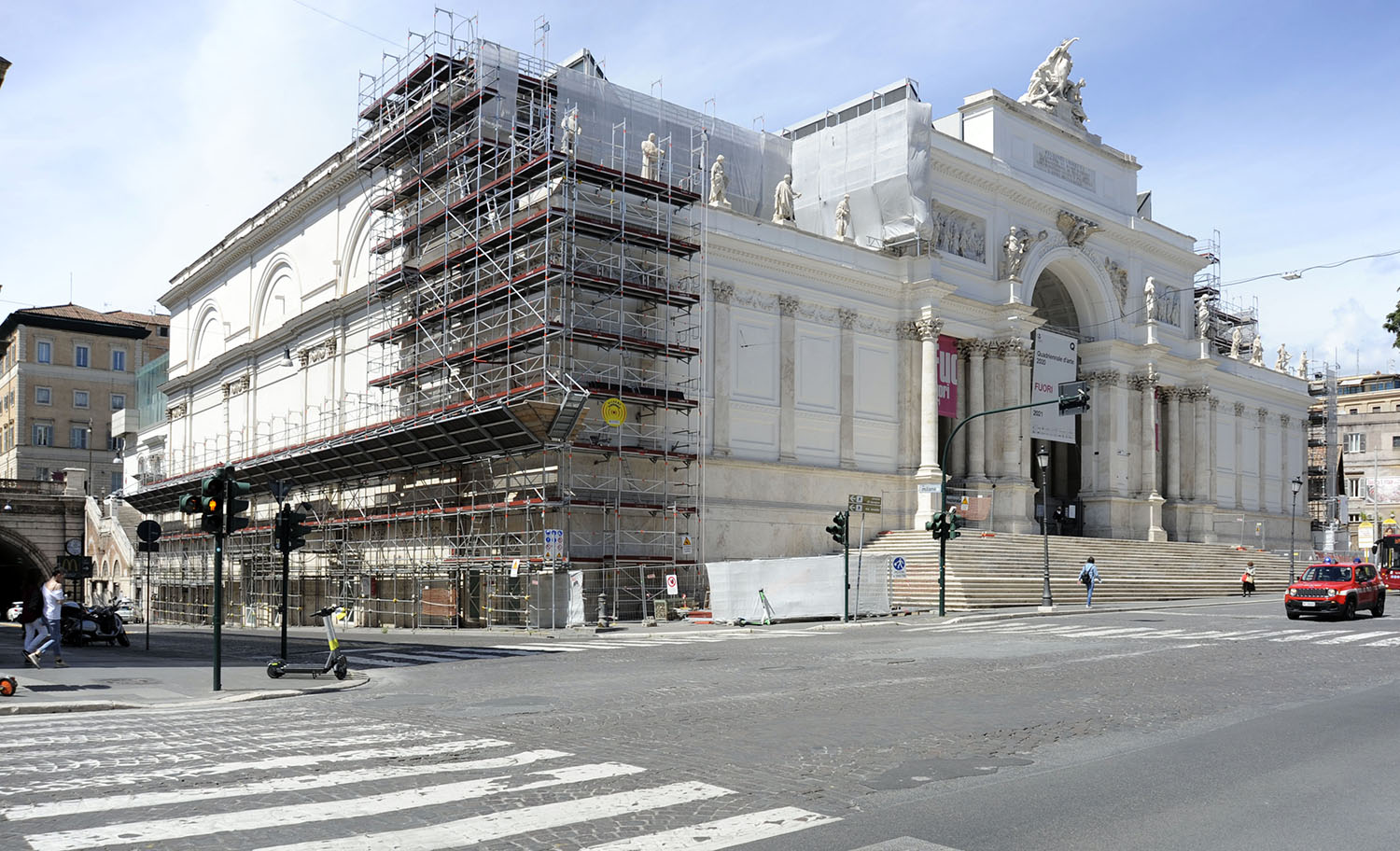
Il Palazzo delle Esposizioni durante i restauri del 2021

I lavori del nuovo progetto di ristrutturazione del Palazzo delle Esposizioni sono iniziati nel 2003, seguendo due linee cardine: la riqualificazione degli spazi e la necessità di adeguarli funzionalmente e tecnologicamente, coniugando l'architettura monumentale dell'edificio piacentiniano con la volontà di introdurre elementi di innovazione contemporanea. Il progetto definitivo è stato elaborato dall'architetto Firouz Galdo, mentre il progetto esecutivo è stato realizzato dall'architetto Paolo Desideri, che è anche il progettista della Serra, spazio di 2000 metri quadrati complessivi, ricavato ex novo e di grande impatto, che ospita un ristorante per 250 persone. L'architetto Michele De Lucchi, direttore artistico del progetto, ha elaborato anche il progetto dell'illuminazione, degli arredi e della segnaletica. Il progetto ha riguardato interventi di adeguamento tecnologico, in particolare il sistema di climatizzazione che consente al Palazzo delle Esposizioni di essere in linea con gli standard tecnici internazionali richiesti dai musei prestatori delle opere, oltre al progetto di potenziamento della sicurezza delle opere e dei visitatori; al consolidamento delle strutture statiche dell'edificio, realizzato dall'architetto Paolo Rocchi, che ha comportato una lunga e complessa campagna di indagini e la realizzazione di interventi profondi di consolidamento.
Il nuovo assetto funzionale del Palazzo ha previsto un allargamento rilevante degli spazi commerciali e la realizzazione di tre sale, Cinema, Auditorium e Forum. La distribuzione degli spazi prevede che al piano terra, alla quota di via Milano, sotto l'area espositiva principale, siano concentrate prevalentemente le attività commerciali. Ai livelli superiori invece la concentrazione di sale e spazi espositivi per oltre 3000 metri quadrati.

## Eventi di rilievo
- 1883 — Esposizione delle Belle Arti[36]
- 1931 — I Quadriennale Nazionale d'Arte
- 1932 — Mostra su Garibaldi
- 1932-34 — mostra della Rivoluzione fascista
- 1935 — II Quadriennale Nazionale d'Arte
- 1936 — I Mostra del Cartellone e della Grafica pubblicitaria[37]
- 1937-38 — Mostra Augustea della Romanità
- 1939 — III Quadriennale Nazionale d'Arte
- 1943 — IV Quadriennale Nazionale d'Arte
- 1951-52 — VI Quadriennale Nazionale d’Arte
- 1955-56 — VII Quadriennale Nazionale d’Arte
- 1959-60 — VIII Quadriennale Nazionale d'Arte
- 1965 — Mostra su Ho-Kan
- 1965-66 — IX Quadriennale Nazionale d’Arte
- 1972-77 — X Quadriennale Nazionale d'Arte
- 1990 — Pietro Paolo Rubens (1577-1640); Schifano 1990: Divulgare; La grande Roma dei Tarquini
- 1991 —Kandinsky: Acquerelli dal Museo Guggenheim; Capolavori dal Museo di Bellas Artes de Bilbao; Gilbert & George: The cosmological pictures 1989;Botero: Antologica 1949-1991
- 1992 — Enrico Prampolini: dal futurismo all’informale; Wolf Vostell: dipinti 1945-1991; Arshile Gorky: opere su carta; Joseph Beuys: disegni, oggetti, stampe; Il Novecento di Nam June Paik; Giorgio De Chirico: pictor optimum; Leonard Freed: Fotografie 1954 – 1990
- 1993 — Renato Mambor: l’osservatore e le coltivazioni; Richard Meier e Frank Stella: arte e architettura; Il giardino del Lago a Villa Borgese: sculture romane dal classico al neoclassico; The American West: l’arte della frontiera americana 1830-1920
- 1994 —Sebastião Salgado: la mano dell’uomo; Richard Long; Josef Albers; Alvar Aalto. Architetto; Depero
- 1995 — Günther Uecker: L’uomo lacerato; Tiziano Vecellio: Amor Sacro e Amor Profano; Dai Palazzi Assiri: Immagini di potere da Assunasirpal II ad Assurbanipal (IX-VII sec. A.C.); Lisippo: L’arte e la fortuna; Fiamminghi a Roma 1508-1608: Artisti dei Paesi bassi e del Principato di Liegi a Roma durante il Rinascimento; Piero Manzoni: Linee
- 1996 — Paolo Gioli: Fotografie, dipinti, grafica, film; Ferlinghetti: The poeta as painter; Hermann Nitsch: Das orgien mysterien theater; Alberto Burri: Opere 1944-1995
- 1997 — Sandro Penna: Una strana gioia di vivere; Cesare Zavattini: Una vita in mostra; Maurice Utrillo; Robert Capa: Fotografie; CAOS. Josef Koudelka; Stuart Davis (1892-1964); William Klein: New York 1954-1955
- 1998 — Lucio Fontana; Minimalia: Da Giacomo Balla a…; Henri Cartier Bresson: Prime fotografie; Nicolas Poussin: I primi anni romani
- 1999 — Algardi. L’altra faccia del Barocco; Studio Azzurro Ambienti Sensibili. Esperienze tra interattività e narrazione; David Lachapelle. Exhibition 1999; Martin Parr: Common Sense; El Greco. Identità e trasformazione. Creta. Italia. Spagna; Francesco Borromini e l’universo Barocco
- 2000 — Francesca Woodman. Providence, Roma New York; Sol LeWitt. Wall Drawings; Il volto di Cristo
- 2001 — Futurismo 1909 – 1944 Arte, architettura, spettacolo, letteratura, pubblicità; Squali; Gianni Berengo Gardin. Copyright. La retrospettiva completa
- 2002 — Play - Il mondo dei videogiochi, prima mostra europea sui videogiochi
- 2003-2006 — chiusura per ristrutturazione
- 2007 — Mark Rothko; Stanley Kubrick
- 2008 — Etruschi. Le antiche metropoli del Lazio; VII FotoGrafia Festival; XV Quadriennale d’Arte[38][39]
- 2009 — Darwin 1809-2009, Bulgari, Calder - la mostra, VIII FotoGrafia Festival
- 2010 — La natura secondo de Chirico; Giulio Paolini. Gli uni e gli altri (L’enigma dell’ora); Mimmo Jodice; Mexico. Teotihuacan. La città degli Dei
- 2011 — Aleksandr Deineka; 100 capolavori dallo Städel Museum di Francoforte; Aleksandr Rodčenko; Homo Sapiens
- 2012 — Il Guggenheim; Robert Doisneau; Sulla Via della Seta; Benedette foto! Carmelo bene visto da Claudio Abate
- 2013 — Helmut Newton; Empire State; Anni '70
- 2014 — Pasolini Roma; Gli Etruschi e il Mediterraneo; Numeri
- 2015 — David LaChapelle; Una dolce vita? Dal Liberty al design italiano. 1900-1940; Impressionisti e Moderni, Capolavori dalla Phillips Collection di Washington
- 2016 — Botero. Via Crucis; Gianni Berengo Gardin; XVI Quadriennale d'arte
- 2017 — DNA; Georg Baselitz; Mangasia
- 2018 — Cesare Tacchi; L’altro sguardo. Fotografe italiane 1965-2018; Pixar; Piero Tosi. Esercizi sulla bellezza
- 2019 —Julian Rosefeldt; Il corpo della voce (Carmelo Bene, Cathy Berberian, Demetrio Stratos); Tecniche d’Evasione. Strategie sovversive e derisione del potere nell’avanguardia ungherese degli anni '60 e '70; Sublimi Anatomie; La meccanica dei mostri. Da Carlo Rambaldi a Makinarium
- 2020 — Gabriele Basilico; Jim Dine; Tra Munari e Rodari; Quadriennale d'arte 2020
- 2021 — Tre Stazioni su Arte-Scienza: Incertezza, Ti con zero, La scienza di Roma
- 2022 — Il video rende felici; Pier Paolo Pasolini. TUTTO È SANTO; Mario Merz. Balla, Carrà, de Chirico, de Pisis, Morandi, Savinio, Severini
- 2023 — Vita Dulcis. Paura e desiderio nell’Impero romano; Rome, a portrait; Boris Mikhailov; Don McCullin; Bobi Bazlen; L’avventura della Moneta
- 2024 — Carla Accardi; Expodemic; Pietro Ruffo. L’ultimo meraviglioso minuto; Francesco Clemente. Anima nomade; Elogio della diversità